# ジュリ・アルベアル
ジュリ・アルベアル・オレフエラ（スペイン語: Yuri Alvear Orejuela、1986年3月29日 - ）は、コロンビアのバジェ・デル・カウカ県・ハムンディ出身の女子柔道家。

## 来歴
最初はバレーボールや陸上競技に取り組んでいたが、14歳の時に柔道の指導者に素質を見込まれたことがきっかけで柔道を始めた。2007年にはパンナム選手権の70kg級で優勝するが、2008年の北京オリンピックでは7位だった。2009年には明治大学出身の早川憲幸が指導者となった。早川によれば、他の選手と異なりアルベアルだけは時間を厳守して練習も休まずに疑問に思ったことは次々と質問しに来る熱心な選手であったという。まだ試合の駆け引きには疎い側面があったものの、原石と呼べる存在であった。ただ世界選手権まではそれほど時間がなかったことから日本式のオーソドックスな柔道スタイルではなく、アルベアルが得意にしていた双手刈、朽木倒、肩車などを徹底的に行使する指導が行われた。また、対戦相手を混乱させるため相手とはけんか四つになるような組み手指導も行われた。その結果、世界選手権ではオール一本勝ちして、コロンビア初、南米女子としても1984年の世界選手権61kg級で優勝したベネズエラのナターサ・エルナンデス、2003年の世界選手権63kg級で優勝したアルゼンチンのダニエラ・クルコウェルに続く史上3人目の世界チャンピオンになった。2010年はパンナム選手権で膝を負傷した影響もあって、世界選手権には出場しなかった。2011年の世界選手権では初戦で敗れた。2012年のロンドンオリンピックでは準々決勝で世界チャンピオンのリュシ・ドコスの内股で敗れたものの、その後の3位決定戦で中国の陳飛を技ありで破って銅メダルを獲得して、柔道競技でコロンビア初のメダルを獲得することになった。2013年の世界選手権では、2度目の優勝を飾った。2014年の世界選手権では決勝で日本のヌンイラ華蓮を小内刈で破って2年連続3度目の優勝を成し遂げた。但し、これだけの実績を残しながらコロンビア政府からは満足な金銭的支援を受けていない。そのため、2014年からはミキハウス所属の選手となって、その支援を受けながら3ヶ月に1度は来日して、帝京大学や山梨学院大学などで稽古を積んでいる。世話をしてくれた松本薫や打ち込み相手の佐俣優依とは仲が良いという。2015年の世界選手権では3位に終わった。2016年にはパンナム選手権で優勝するが、ワールドマスターズでは3位だった。リオデジャネイロオリンピックでは決勝まで進み日本の田知本遥に合技で一本負けを喫したものの、銀メダルを獲得した。2017年のパンナム選手権では優勝した。2017年の世界選手権では準決勝で新井千鶴に技ありで敗れて3位だった。2018年の世界選手権では準々決勝で新井に敗れるも3位になった。2021年2月には現役引退を表明した。その後、ナショナルチームのコーチになった。

## 主な戦績
- 2007年 - パンナム選手権　優勝
- 2007年 - パンアメリカン競技大会　3位
- 2008年 - パンナム選手権　3位
- 2008年 - 北京オリンピック　7位
- 2008年 - 嘉納杯　5位
- 2009年 - パンナム選手権　優勝
- 2009年 - 南米選手権　優勝
- 2009年 - グランドスラム・リオデジャネイロ　3位
- 2009年 - 世界選手権　優勝
- 2010年 - 南米競技大会　優勝
- 2011年 - ワールドカップ・オーバーヴァルト　3位
- 2011年 - グランプリ・デュッセルドルフ　3位
- 2011年 - 南米選手権　優勝
- 2011年 - パンナム選手権　3位
- 2011年 - グランドスラム・リオデジャネイロ　2位
- 2011年 - ワールドカップ・サンパウロ　優勝
- 2011年 - ワールドカップ・マイアミ　優勝
- 2011年 - ワールドカップ・マルガリータ島　優勝
- 2011年 - パンアメリカン競技大会　2位
- 2011年 - グランプリ・アムステルダム　3位
- 2012年 - ワールドカップ・ブダペスト　3位
- 2012年 - グランプリ・デュッセルドルフ　5位
- 2012年 - ワールドカップ・ワルシャワ　3位
- 2012年 - パンナム選手権　3位
- 2012年 - ロンドンオリンピック　3位
- 2013年 - パンナムオープン・モンテビデオ　優勝
- 2013年 - パンナムオープン・ブエノスアイレス　2位
- 2013年 - パンナム選手権　3位
- 2013年 - グランプリ・マイアミ　5位
- 2013年 - 世界選手権　優勝
- 2013年 - ボリバリアンゲームズ　優勝
- 2013年 - グランドスラム・東京　3位
- 2014年 - 南米競技大会　優勝
- 2014年 - パンナム選手権　優勝
- 2014年 - 世界選手権　優勝
- 2015年 - グランプリ・サムスン　2位
- 2015年 - パンナム選手権　2位
- 2015年 - ワールドマスターズ　2位
- 2015年 - パンアメリカン競技大会　3位
- 2015年 - 世界選手権　3位
- 2016年 - グランプリ・デュッセルドルフ　3位
- 2016年 - パンナムオープン・リマ　優勝
- 2016年 - パンナム選手権　優勝
- 2016年 -　ワールドマスターズ　3位
- 2016年 - リオデジャネイロオリンピック 2位
- 2017年 -　グランドスラム・バクー　優勝
- 2017年 - パンナム選手権　優勝
- 2017年 -　アジアオープン・台北　優勝
- 2017年 -　世界選手権　3位
- 2018年 -　パンナム選手権　優勝
- 2018年 -　世界選手権　3位
- 2018年 -　ワールドマスターズ　2位
- 2019年 - パンアメリカン競技大会　2位
- 2019年 - グランドスラム・ブラジリア　優勝

(出典、JudoInside.com)。